# Rosina Penco
Rosina Penco (Napoli, 8 aprile 1823 – Bagni della Porretta, 2 novembre 1894) è stata un soprano italiano.

## Biografia
Elena Rosina Penco, soprano drammatico di agilità, "Fata del canto, piena di slanci e drammaticità, passionale e patetica", napoletana ma di famiglia ligure, ebbe uno strano inizio di carriera nei teatri delle regioni scandinave. Debuttò nel 1847/48 al Teatro Regio di Copenaghen e successivamente a Stoccolma, ottenendo lusinghieri successi in opere di Gaetano Donizetti e Giuseppe Verdi. Nel 1850 la sua carriera proseguì nei teatri della Germania, cantò a Berlino nella Lucia di Lammermoor dove tenne anche una serie di concerti. Si esibì a Dresda e a Erfurt. Il suo probabile debutto in Italia avvenne nel 1851 al Teatro San Carlo di Napoli nella Luisa Miller. Sempre a Napoli nel 1852 al Teatro del Fondo cantò nella prima assoluta dell'opera Elena di Tolosa di Errico Petrella.  Fu applaudita nei principali teatri italiani di Firenze, Roma, Genova, Trieste, Livorno, Bergamo. Il suo repertorio vantava un significativo numero di ruoli nelle opere del primo romanticismo, con importanti prime esecuzioni nelle opere di compositori contemporanei come Errico Petrella e Giovanni Bottesini. Il soprano si distinse soprattutto nel repertorio verdiano, dove fu una protagonista di assoluto rilievo. La Penco il 19 gennaio 1853 al Teatro Apollo di Roma fu la prima protagonista assoluta nel ruolo di Leonora ne Il trovatore. Dopo il successo nell'opera di Verdi, il soprano fu scritturato nei principali teatri europei di Londra, Parigi, Madrid, San Pietroburgo. Furono gli anni di maggiore successo della cantante, la critica musicale del tempo scriveva: "Rosina Penco salì in pochi anni a grande riputazione, premio dovuto a tante doti esquisite e a tanto talento. Ella ha preso il posto della Malibran e della Bosio". Nell'ultima parte della carriera, purtroppo, il successo influì negativamente sulla sua personalità musicale e vocale, ritornò ad un modo di cantare che per la critica e il pubblico del tempo fu considerato vecchio, fuori moda, e fu lo stesso Giuseppe Verdi che in una lettera del 20 ottobre 1858 espresse un giudizio severo in merito alle qualità vocali del soprano: " ... La Penco ha delle qualità, ed è bella, ma non è più la donna di cinque anni fa all'epoca del Trovatore. Allora vi era sentimento, fuoco abbandono, ora vorrebbe cantare come si cantava 30 anni indietro, ed io vorrei che Ella potesse cantare come si canterà da qui a 30 anni...". Lasciò le scene nel 1875. Morì a Bagni della Porretta, attuale Porretta Terme.

## Repertorio
- Wolfgang Amadeus Mozart
  - Don Giovanni (Zerlina)
- Vincenzo Bellini
  - La sonnambula (Amina)
  - I puritani (Elvira)
  - Norma (Norma)
  - Beatrice di Tenda (Beatrice)
  - Il pirata (Imogene)
- Gaetano Donizetti
  - Lucia di Lammermoor (Lucia)
  - L'elisir d'amore (Adina)
  - Don Pasquale (Norina)
  - Lucrezia Borgia (Lucrezia)
  - Linda di Chamounix (Linda)
  - Poliuto (Paolina)
  - Maria Padilla (Maria Padilla)
- Gioachino Rossini
  - Otello (Desedemona)
  - La gazza ladra (Ninetta)
  - Matilde di Shabran (Matilde)
  - Semiramide (Semiramide)
- Giuseppe Verdi
  - Il trovatore (Leonora)
  - La traviata (Violetta Valery)
  - Un ballo in maschera (Amelia)
  - Luisa Miller (Luisa)
  - I vespri siciliani (Elena)
  - I Lombardi alla prima crociata (Viclinda)
  - Giovanna d'Arco (Giovanna)
- Saverio Mercadante
  - Il giuramento (Elaisa)
- Giacomo Meyerbeer
  - Roberto il diavolo (Isabelle)
- Errico Petrella
  - Elena di Tolosa (Elena)
  - Marco Visconti (Bice)
- Giulio Litta
  - Edita di Lorno (Edita)
- Giovanni Bottesini
  - L'assedio di Firenze (Maria)